# なんで泣きたくなっちゃうんだろう
「なんで泣きたくなっちゃうんだろう」（なんでなきたくなっちゃうんだろう）は、福原美穂の7作目のシングル。2009年12月2日発売。

## 概要
- 表題曲「なんで泣きたくなっちゃうんだろう」は、「友達以上恋人未満の関係を打破したい」というダンサブルな楽曲[1]。
- カップリング曲「Cry No More」は、映画『沈まぬ太陽』のエンディングテーマで、福原が映画を見て楽曲書き下ろしを担当した。「HAPPY XMAS（War Is Over）」は、MR.BIGのエリック・マーティンがデュエットを提案して[2]、福原にとって初のデュエットソングとなる。「なんで泣きたくなっちゃうんだろう（NANDE ANOTHER MIX）」は、福原初のリミックス曲である。

## 収録曲

### CD
1. なんで泣きたくなっちゃうんだろう
  - 作詞：福原美穂／作曲：福原美穂、安原兵衛／編曲：安原兵衛
2. Cry No More
  - 作詞：本山清治／作曲：福原美穂・山口寛雄／編曲：皆川真人
3. HAPPY XMAS（War Is Over）
  - 作詞・作曲：John Lennon、Yoko Ono／編曲：TATOO
4. なんで泣きたくなっちゃうんだろう（NANDE ANOTHER MIX）
  - 編曲：ELECTRIK FISH

### DVD
1. なんで泣きたくなっちゃうんだろう（MUSIC VIDEO）
2. エンドロールmaking

## タイアップ
なんで泣きたくなっちゃうんだろう
- 天神のクリスマスへ行こう2009」テーマソング
- FM東京ラジオドラマ「貫地谷しほりのラジオ劇団・小さな奇跡」エンディングテーマ
- チャオ御岳スノーリゾートCMソング

Cry No More
- 東宝配給映画「沈まぬ太陽」エンディングテーマ